# Wadym Żuk
Wadym Wadymowycz Żuk, ukr. Вадим Вадимович Жук (ur. 15 kwietnia 1991) – ukraiński piłkarz, grający na pozycji obrońcy lub pomocnika.

## Kariera piłkarska

### Kariera klubowa
Wychowanek klubu Kniaża Szczasływe, barwy którego bronił w juniorskich mistrzostwach Ukrainy (DJuFL). 27 lutego 2009 rozpoczął karierę piłkarską w drugiej drużynie FK Lwów. Wiosną 2012 został piłkarzem Desny Czernihów. Podczas przerwy sezonu 2015/16 przeniósł się do Hirnyka Krzywy Róg. 17 czerwca 2016 przeszedł do serbskiego Spartaka Subotica. Zimą 2016 powrócił do Ukrainy, gdzie 6 marca 2017 został piłkarzem PFK Sumy. W lipcu 2017 wrócił do Desny Czernihów. W styczniu 2018 zasilił FK Połtawa. Po rozwiązaniu połtawskiego klubu 19 lipca 2018 przeniósł się do klubu Metalist 1925 Charków.

## Sukcesy i odznaczenia

### Sukcesy piłkarskie
Desna Czernihów
- mistrz Ukraińskiej Drugiej Ligi: 2013